# Zaklopen

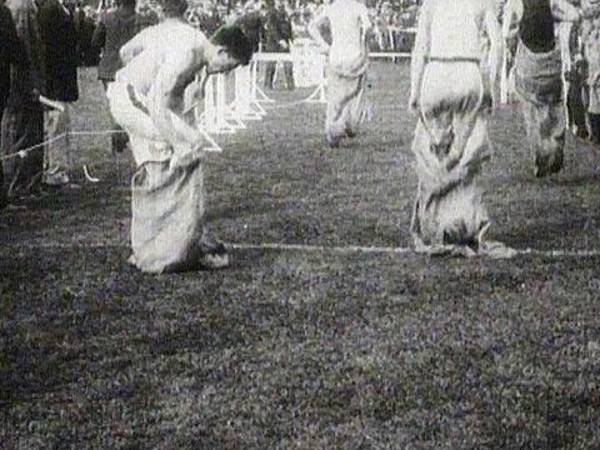
Zaklopen in het jaar 1904

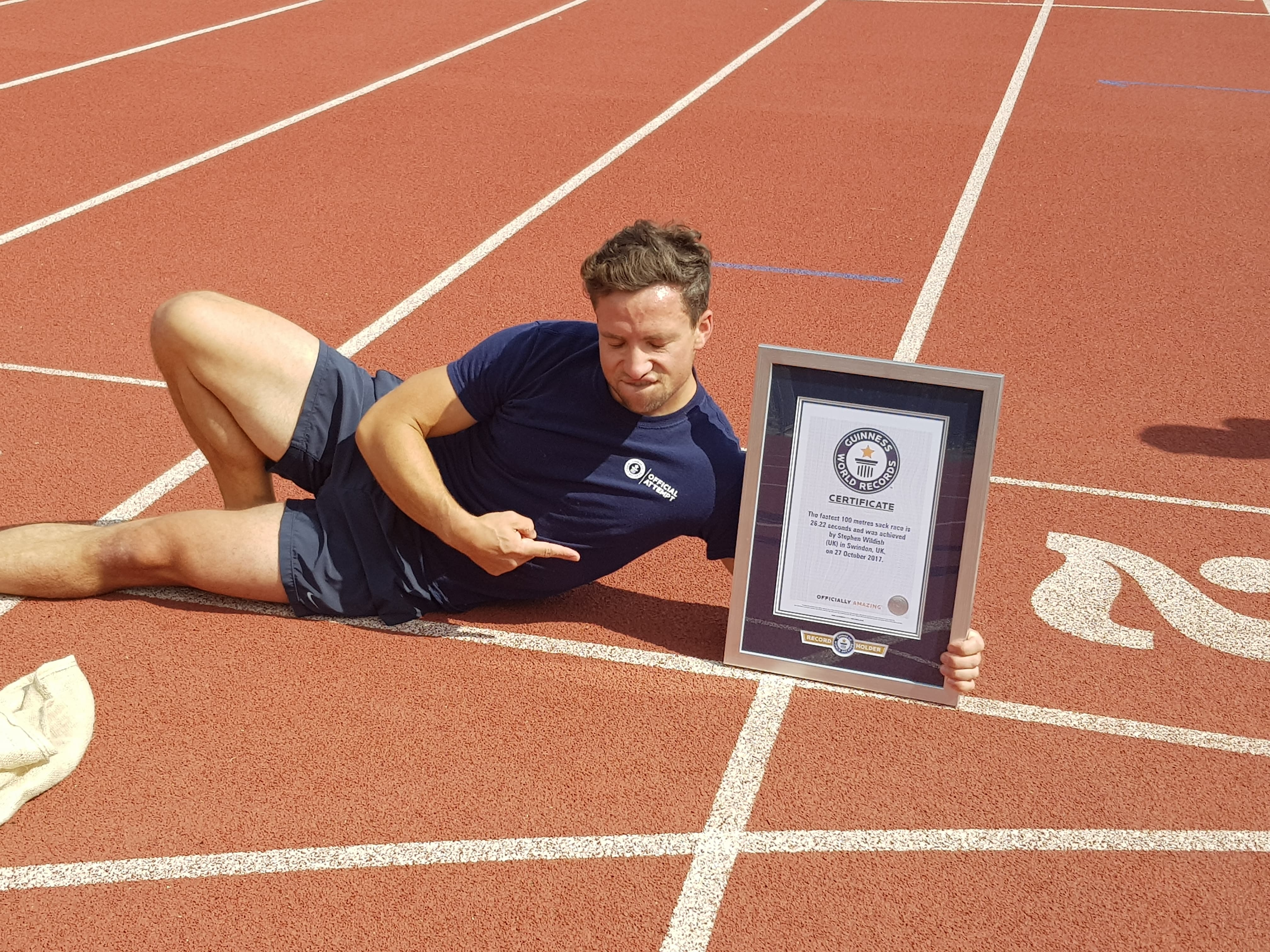
Stephen Wildish (Engeland), in 2017 korte tijd met 26 seconden houder van het wereldrecord 100 meter zaklopen

Zaklopen is een kinderspel, dat in Nederland vooral op Koningsdag en buurtfeesten wordt gespeeld.
De deelnemers moeten een parcours afleggen (zo'n 50 meter), waarbij hun benen in een zak (meestal een jute aardappelzak) zijn gestoken. Wie het eerst aankomt heeft gewonnen.
Er heerst verschil van mening wat de beste tactiek is. Volgens de een kan men het beste al springend voortbewegen. Volgens een ander kan men het beste de benen in de punten van de zak steken en dan "gewoon" gaan lopen.
Zaklopen wordt ook in Zuid-Afrika,  in enige  Engelstalige,  Arabische en Oost-Aziatische landen beoefend. Wedstrijden tussen volwassen deelnemers vinden wel plaats op atletiekbanen,  over afstanden van 100, 200 of 400 meter.
In het oosten van Duitsland ligt een plaats, die zich, op grond van een oude legende, de Zaklopersstad noemt. Dit is Dahlen (Saksen).